# Hempstead (New York)
Hempstead è un comune degli Stati Uniti, nella contea di Nassau dello Stato di New York. Si trova sull'isola di Long Island, circa 40 km a est di New York.
Nei pressi della municipalità si trova la località di Garden City, sede della Adelphi University, il più antico istituto universitario dell'isola di Long Island.